# Joséphine Pagnier
Joséphine Pagnier (n. 4 iunie 2002, Pontarlier, Franche-Comté⁠(d), Franța) este o sportivă ce a reprezentat Franța, medaliată olimpică. A participat la 1 ediție a Jocurilor Olimpice (2022) în care a câștigat 1 medalie de argint.